# Hansa-Automobil
Die Hansa-Automobil Gesellschaft m.b.H. (HAG) war ein 1905 in Varel gegründetes deutsches Automobilbauunternehmen. 1914 wurde zu Hansa-Lloyd fusioniert. Der ab 1908 genutzte Markenname Hansa wurde übernommen und bis in die 1960er-Jahre von mehreren Nachfolgeunternehmen als Fahrzeugmarke genutzt. Das Hansa-Werk in Varel wurde 1930 geschlossen.

## Geschichte
Das Unternehmen wurde 1905 von August Sporkhorst (1871–1939) und Robert Allmers (1872–1951) in Varel gegründet und gemeinschaftlich geführt. Die ersten Voituretten entstanden 1906. Es wurden Einzylindermotoren eingebaut: Zedel/Zürcher und angeblich De Dion-Bouton mit 724 cm³ Hubraum. Es spricht vieles für Zedel/Zürcher-Motoren; Die ersten Hansa-Modelle von 1906 waren Kopien von Autos der Marke Alcyon. Alcyon baute in seine Automobile vor dem Ersten Weltkrieg grundsätzlich Motoren der Firma Zürcher bzw. Zédel ein. Der Automobilbau in Varel wird erst 1906 (und nicht schon 1905) begonnen haben, da Alcyon vor dem Jahr 1906 nur Motorräder baute. Bis 1906 waren die Fahrzeuge an dem Schriftzug „HAG“ auf dem Kühler erkennbar; ab 1908 nutzte man die Marke „Hansa“ (mit etlichen grafischen Variationen) und stellte nach und nach stärker motorisierte Fahrzeuge mit den Baureihen A, B, C, D, G, E, F, L vor. Die Baureihe P folgte 1921.

### Standortentwicklung
Nach Zunahme der Produktion in Varel wurde im Jahre 1909 mit dem Bau des Hansa-Werkes im Bereich der Neumühlenstraße/Hansastraße begonnen. Das 1909–1930 genutzte Werksgelände wurde zuvor von den 1842 gegründeten Eisenwerken Varel betrieben. 1913 kaufte Hansa das von Westfalia in Bielefeld errichtete Zweigwerk, um dort den neuen Kleinwagen Hansa L 6/18 PS zu bauen (dessen Entwurf ebenfalls von Westfalia stammte).

### Fusion und Verlagerung
Hansa fusionierte im Sommer 1914 mit der Norddeutschen Automobil- und Motoren AG NAMAG in Bremen-Hastedt zur Hansa-Lloyd-Werke AG, Direktor wurde wiederum Allmers. Die NAMAG hatte seit etwa 1906 Nutzfahrzeuge, darunter auch solche mit Elektroantrieb, konstruiert, Hansa brachte sich als Pkw-Hersteller in die neue Firma ein. Das Werk in Bielefeld wurde 1916 verkauft.  Das in Bielefeld entstandene Unternehmen Hansa Präzisionswerke AG fertigte etwa 1922–1928 Motorradmodelle. In der Folgezeit wurden die Pkw von Hansa-Lloyd weiterhin in Varel, die Nutzfahrzeuge in Bremen gebaut, bis das Hansa-Lloyd-Werk in Varel 1930 im Rahmen der Weltwirtschaftskrise schließen musste.

## Typenübersicht

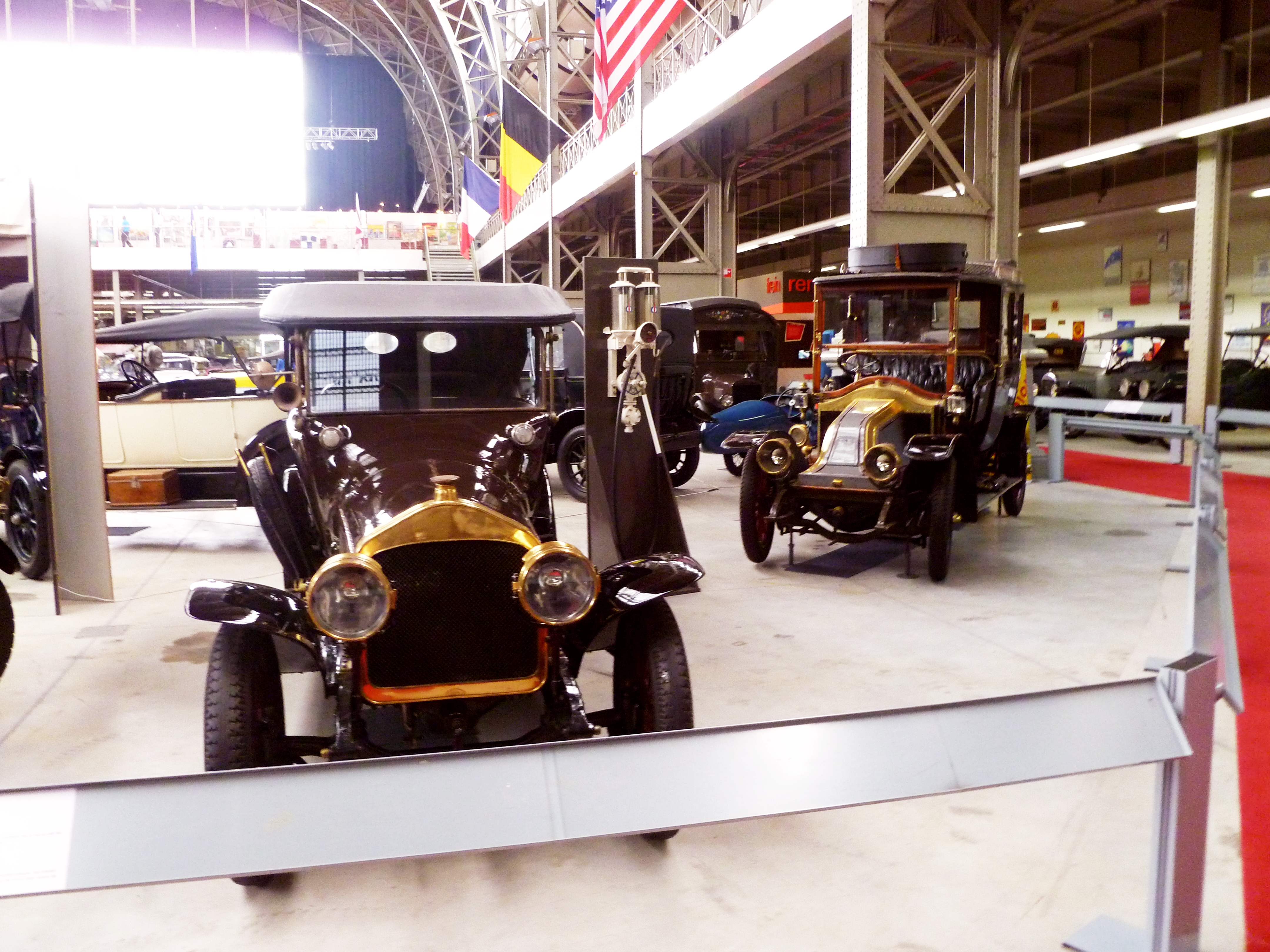
Hansa Typ C 8/24 PS (1911)
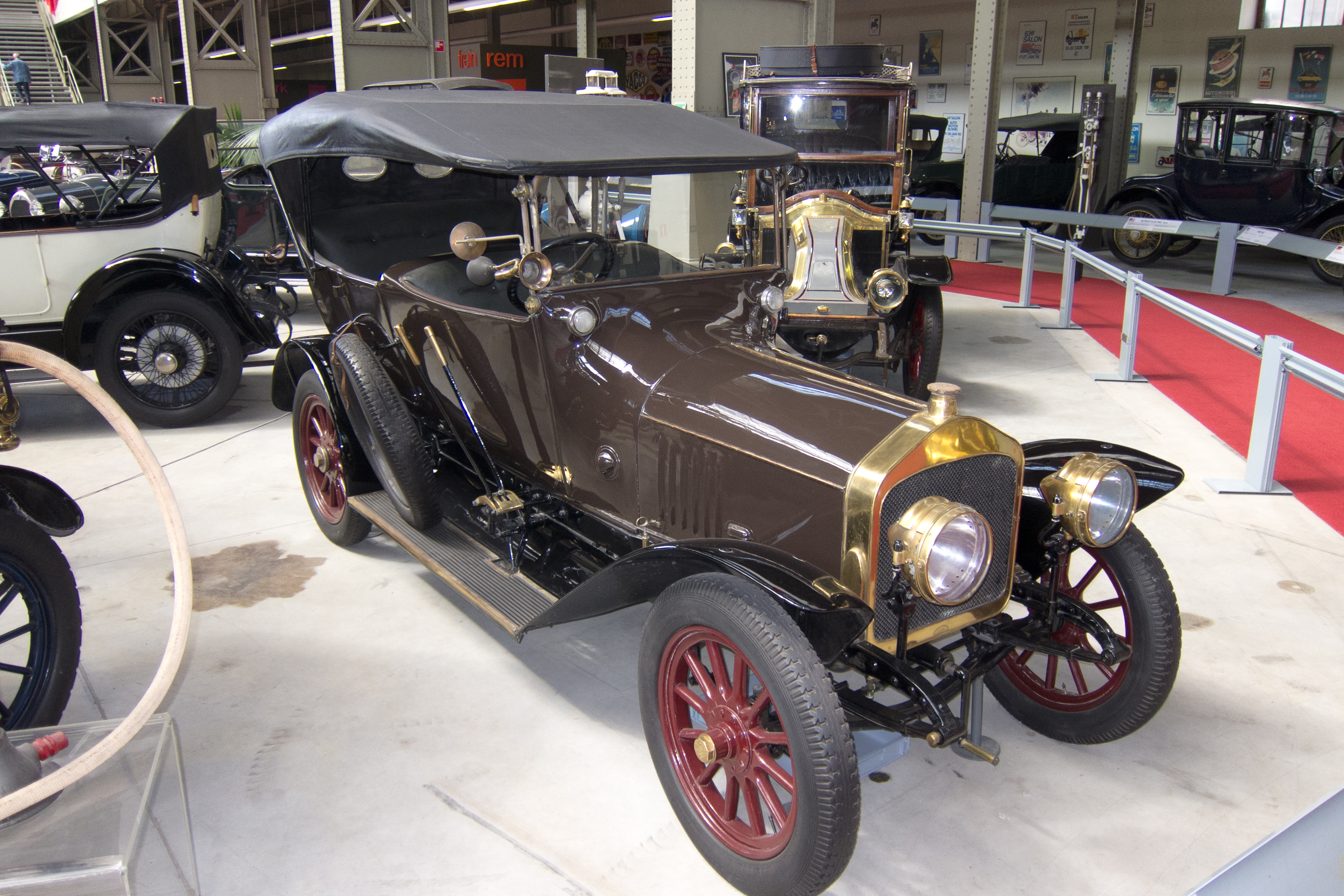
Hansa Typ C 8/24 PS (1911)
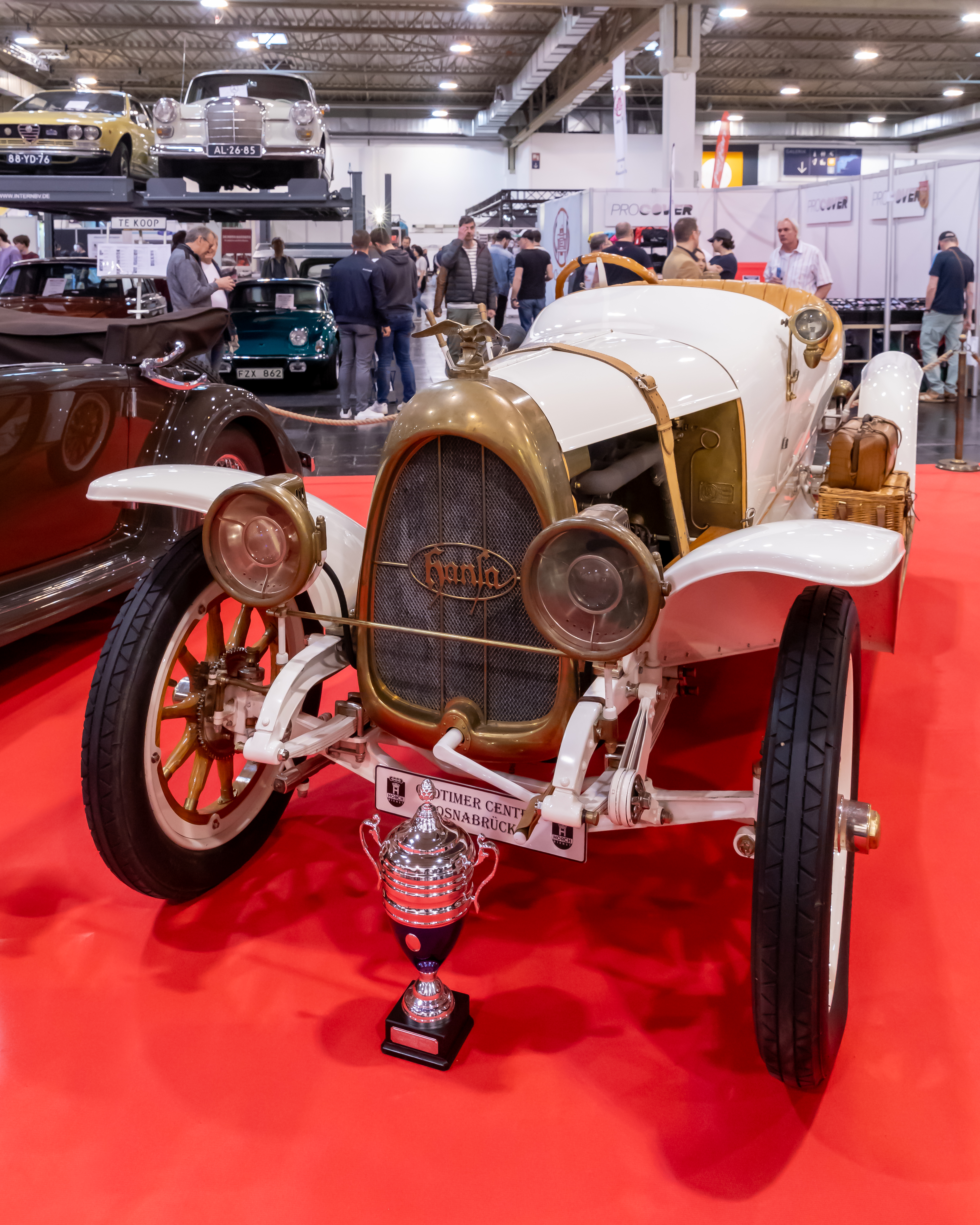
Hansa G 12/36 Renntorpedo (1914)
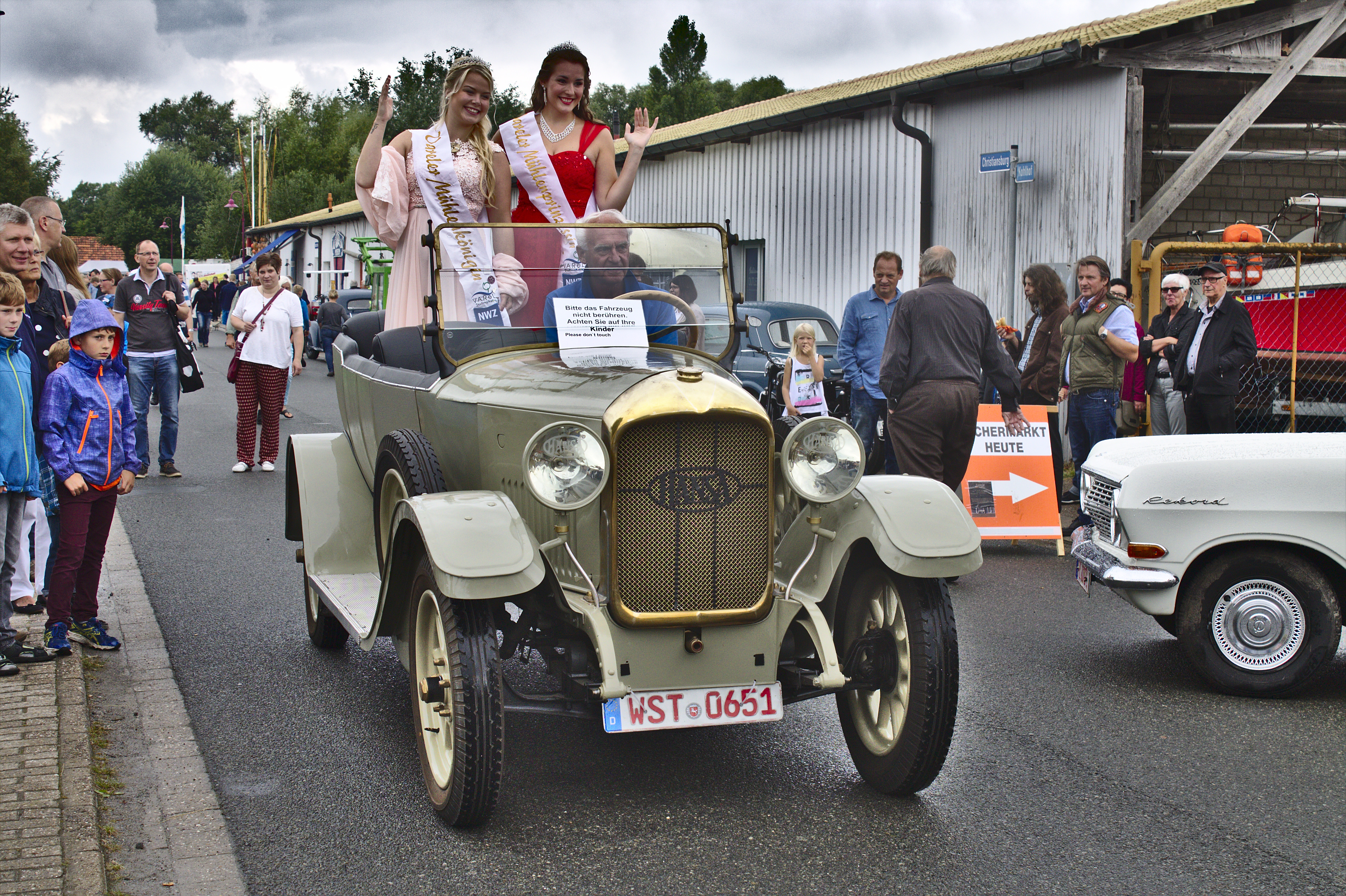
Hansa P 8/26 (1924)

Von 1905 bis 1914 baute Hansa folgende Automobiltypen, allesamt Pkw:
| Typ    | von-      | Zyl. | Bohrg. | Hub | Hubr. | Leistg. | Bemerkung                  |
|        | bis       |      | mm     | mm  | cm³   | PS      |                            |
| ------ | --------- | ---- | ------ | --- | ----- | ------- | -------------------------- |
| A6     | 1906–1908 | 1    | 96     | 100 | 724   | 6       | Motor Zürcher              |
| A9     | 1906–1908 | 1    | 106    | 120 | 1059  | 10      |                            |
| A10    | 1907–1908 | 2    | 85     | 120 | 1362  | 10      |                            |
| A12    | 1906–1908 | 4    | 76     | 86  | 1560  | 12      | Motor Fafnir?              |
| B12    | 1908      | 4    | 76     | 86  | 1560  | 12      | Motor Fafnir?, Nachf.: A14 |
| A16    | 1908–1909 | 4    | 80     | 86  | 1729  | 16      | Nachf.: A16(1909)          |
| B20    | 1906–1910 | 4    | 85     | 110 | 2497  | 18      | Nachf.: B22                |
| C30    | 1908–1910 | 4    | 100    | 125 | 3927  | 30      | Nachf.: C36                |
| A14    | 1908–1911 | 4    | 76     | 86  | 1560  | 14      | Nachf.: A16                |
| A16    | 1909–1911 | 4    | 80     | 86  | 1729  | 16      | Nachf.: B18                |
| A18    | 1908–1911 | 4    | 80     | 104 | 2091  | 18      | Nachf.: C20                |
| B22    | 1910–1912 | 4    | 85     | 115 | 2610  | 22      |                            |
| C36    | 1910–1912 | 4    | 100    | 140 | 4398  | 36      |                            |
| A16    | 1911–1912 | 4    | 76     | 86  | 1560  | 16      | Nachf.: A6/18              |
| B18    | 1911–1912 | 4    | 80     | 90  | 1810  | 18      | Nachf.: B7/20              |
| C20    | 1911–1912 | 4    | 80     | 104 | 2091  | 20      | Nachf.: C8/24              |
| D30    | 1911–1912 | 4    | 80     | 130 | 2614  | 30      | Nachf.: D10/30             |
| A6/18  | 1912–1914 | 4    | 74     | 90  | 1548  | 18      |                            |
| B7/20  | 1912–1914 | 4    | 80     | 90  | 1810  | 20      |                            |
| C8/24  | 1912–1917 | 4    | 80     | 104 | 2091  | 24      | Nachf.: F10/30             |
| D10/30 | 1912      | 4    | 80     | 130 | 2614  | 30      |                            |
| G12/36 | 1912–1914 | 4    | 88     | 130 | 3163  | 36      |                            |
| E15/45 | 1912–1914 | 4    | 96     | 130 | 3764  | 45      |                            |
| F10/30 | 1912–1921 | 4    | 88     | 104 | 2530  | 30      | Nachf.: HL. F10/32         |
| L6/18  | 1914–1919 | 4    | 70     | 100 | 1540  | 18      | Nachf.: HL. L6/20          |

### Nutzfahrzeuge

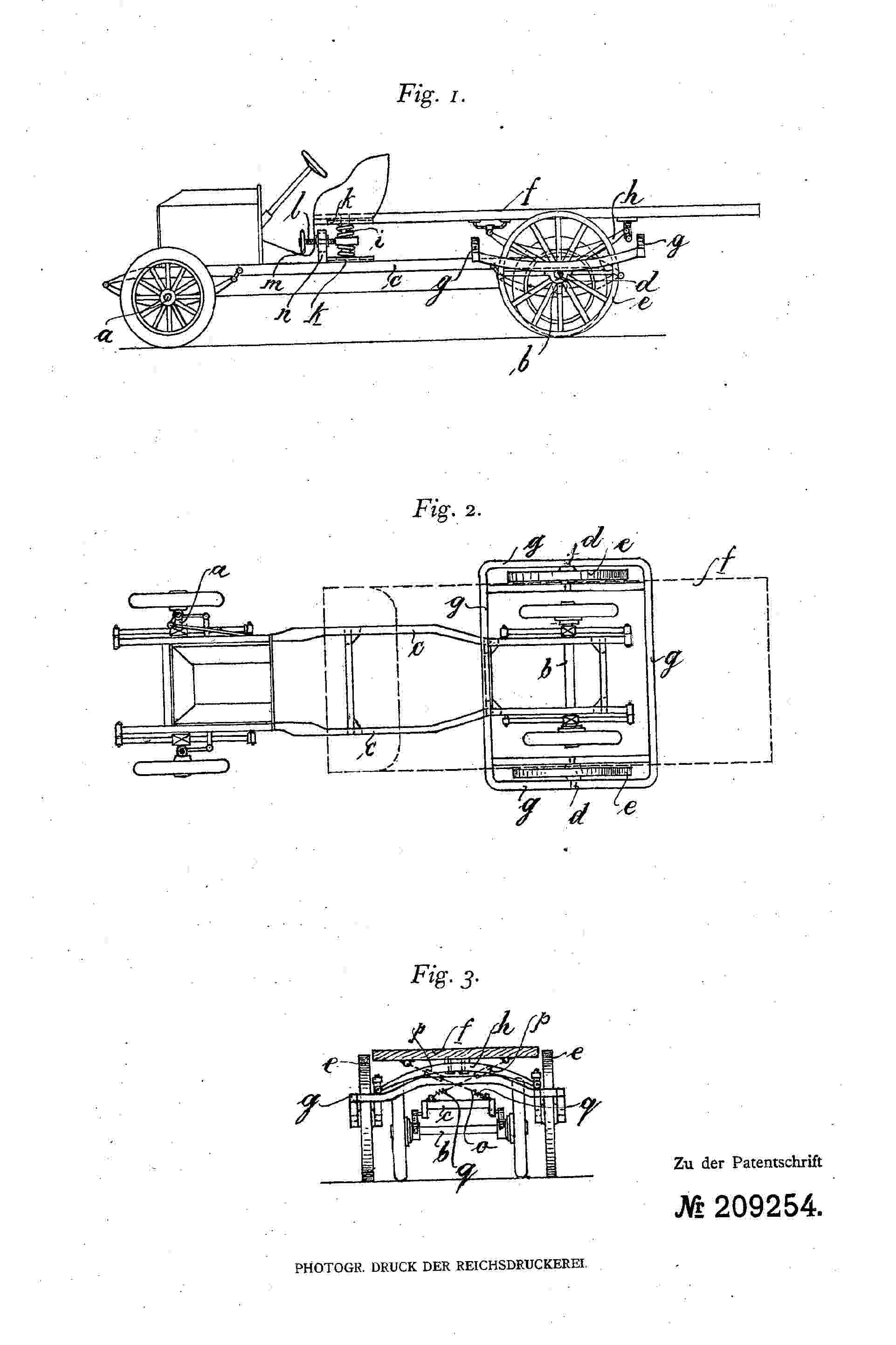
Nutzfahrzeug-Wechselbrücke Patent DE 209254 (1908)

Die meisten der o. g. Fahrzeuge waren auch mit Lieferwagen-Aufbau lieferbar, die Nutzlast wird bei den 6-Steuer-PS-Wagen mit 500 kg, bei den größeren mit etwa 1000 kg angegeben.
Im Jahr 1909 entstand ein leichter Lastwagen für 2 Tonnen Nutzlast nach dem Patent Nr.209254 des Kaiserlichen Patentamtes, ausgegeben am 26. April 1909: Das Fahrzeug bestand aus einem Untergestell und einem Obergestell. Das Untergestell umfasste einen Rahmen mit Vorder- und Hinterachse mit Motor (des Typs Hansa B20) und Fahrersitzen, wobei der hintere Teil des Rahmens und Hinterachse relativ schmal gehalten waren. Der Motor befand sich vorne und trieb die Hinterräder an. Auf dieses Untergestell konnte ein Obergestell, bestehend aus einer Ladefläche mit 1,5 × 3 m aufgeschoben werden; die Last dieses Obergestells wurde von zwei großen Laufrädern getragen, die -ohne durch eine Achse verbunden zu sein- links und rechts der Hinterachse des Untergestells parallel zu den Hinterrädern des Untergestells liefen. Während der Fahrt war das Obergestell auf dem Untergestell so zu arretieren, dass die Radnaben von Obergestell und Hinterachse des Untergestells sich genau in einer Linie befanden, um ein Radieren/Scheuern der Räder des Obergestells bei Kurvenfahrten zu vermeiden. Am Zielort angekommen, konnte das Obergestell vom Untergestell getrennt werden: Das Obergestell konnte abgestellt und ent- bzw. beladen werden, während das Untergestell in Betrieb blieb und ein neues gleichartiges Obergestell holte. Das Patent wurde dem Bauunternehmen Friedrich Lüthke in Bremen erteilt, der damit manchmal (fälschlich) als Erfinder des Sattelzuges bezeichnet wird. Die Erfindung war Vorläufer der späteren Wechselbrücke von Lastkraftwagen. Diese interessante Konstruktion, zumindest das Untergestell, blieb seinerzeit ein Einzelstück. Ein anderer Fachautor ordnete dieses Fahrzeug irrtümlich der Firma Lloyd zu und zeigt ein Photo dieser interessanten Konstruktion.

### Stückzahlen
Eine genaue Angabe, wie viele Autos welchen Typs gebaut wurden, ist nicht erhalten. Allerdings wurden die Chassisnummern nachweislich ohne Bezug zu den Einzeltypen in der Reihenfolge ihrer Fertigung fortlaufend in die Fahrgestelle eingeprägt. Dies ergibt sich aus der Hansa-Akte der Stadt Varel. Die Zulassungsdaten folgender Fahrzeuge sind überliefert:
Sommer 1906: Typ A9, Fahrgest.Nr.121
6. Okt. 1908: Typ B20, Fahrgest.Nr.301
10. Februar 1910: Typ A14, Fahrgest.Nr.451
31. Dezember 1914: Typ C8/20: Fahrgest.Nr.3500
Demnach wären bis 31. Dezember 1914 insgesamt 3500 Fahrzeuge gebaut worden. Diese Aufstellung lässt allerdings die Tatsache unberücksichtigt, dass viele Hersteller, die ihrem Produkt eine Seriennummer geben, die Produktreihe nicht mit 1, sondern mit 11 oder 101 beginnen lassen, um dem Kunden zu suggerieren, dass er nicht das erste gebaute Produkt gekauft habe (das natürlich erfahrungsgemäß noch mit zahlreichen Kinderkrankheiten behaftet ist). Auch bei Hansa sind Nummern unter 100 nicht nachweisbar, das Auftauchen der Nummer 121 im Sommer 1906 (kurz nach Beginn des Automobilbaues) lässt die Vermutung zu, dass hier die Fahrgestelle erst ab Nr.101 nummeriert wurden. Dementsprechend würde sich die Stückzahl um 100 verringern.